# Etiënne Reijnen
Etiënne Reijnen (Zwolle, Países Bajos, 5 de abril de 1987) es un exfutbolista neerlandés que jugaba de defensa. Actualmente es asistente técnico de Robin van Persie en el Feyenoord de la Eredivisie.

## Carrera
Nacido en la ciudad de Zwolle, se inició jugando como juvenil en los equipos amateur del Rohda Raalte, WVF y Vitesse. En 2005 se unió al FC Zwolle de la Segunda División Neerlandesa. En mayo de 2010, el club escocés Falkirk tuvo gran interés para contratarlo, pero finalmente recaló en el AZ en 2011 por un pago aproximado de 100 000 €.
En julio de 2019 regresó al PEC Zwolle y en mayo de 2020 anunció su retirada.

## Trayectoria
| Club          | País         | Periodo   |
| ------------- | ------------ | --------- |
| FC Zwolle     | Países Bajos | 2005-2011 |
| AZ Alkmaar    | Países Bajos | 2011-2014 |
| SC Cambuur    | Países Bajos | 2014-2015 |
| FC Groningen  | Países Bajos | 2015-2018 |
| Maccabi Haifa | Israel       | 2018-2019 |
| PEC Zwolle    | Países Bajos | 2019-2020 |

## Palmarés

### Títulos nacionales
| Título                   | Club       | País         | Año  |
| ------------------------ | ---------- | ------------ | ---- |
| Copa de los Países Bajos | AZ Alkmaar | Países Bajos | 2013 |